# Wilhelm Marr
Wilhelm Marr (Magdeburgo, 16 novembre 1819 – Amburgo, 17 luglio 1904) fu un pubblicista e un giornalista tedesco, che coniò il termine "antisemitismo".

## Biografia
Marr nacque a Magdeburgo, unico figlio di un'attrice ed un direttore di teatro; frequentò le scuole primarie ad Hannover e il liceo a Braunschweig. Lavorò come apprendista ad Amburgo e Brema per raggiungere suo padre a Vienna, il quale era stato assunto dal Burgtheater della città. A Vienna lavorò come impiegato in due aziende di proprietà ebraica, perdendo il lavoro in entrambi i casi; più avanti sostenne di aver perso il lavoro in maniera ingiusta.
Nel 1841 si recò a Zurigo, dove fece conoscenza con diversi emigrati politici (tra cui Georg Herwegh, Julius Fröbel e August Adolf Follen), la maggior parte dei quali membri di movimenti democratici o liberali di sinistra dell'inizio del secolo.
Nel 1843 Marr venne espulso da Zurigo con l'accusa di favoreggiamento all'attività comunista. Si trasferì quindi a Losanna per raggiungere Hermann Döleke e Julius Standau, fondatori della società segreta Léman-Bund, appartenente alla "Junges Deutschland" (Movimento Giovane Germania). In poco tempo Marr riuscì ad essere a capo della società segreta ed iniziò ad abbracciare idee anarchiche ed atee; fondò un'altra società segreta, la "Schweizerischer Arbeiterbund" (l'Unione dei Lavoratori Elvetici) e redasse i "Blätter der Gegenwart für soziales Leben" (Saggi sulla Vita Sociale ai Giorni Nostri, 1844/45). Nel 1845 venne espulso anche da Losanna e ritornò ad Amburgo e divenne giornalista politico pubblicando la rivista satirica "Mephistopheles" (1847/48-1852).

## Ideologia
Marr fu influenzato dal movimento conservatore pangermanico così come venne esposto da Johann Gottfried von Herder, che sviluppò il concetto di Volk, e dal movimento del Burschenschaft dell'inizio del XIX secolo, che si sviluppò a partire dalla frustrazione tra gli studenti tedeschi, dovuta al fallimento del Congresso di Vienna nel creare uno stato unificato da tutti i territori abitati dal Volk. Quest'ultimo rigettava la partecipazione degli ebrei e di altre minoranze non tedesche come membri, "a meno che non dimostrassero di essere ansiosi di sviluppare in se stessi uno spirito Cristiano-Germanico" (una decisione del "Congresso del Burschenschaft del 1818"). Mentre si opponevano alla partecipazione degli ebrei al loro movimento, come in seguito Heinrich von Treitschke, essi concedevano la possibilità che la minoranza ebraica (e le altre) partecipasse allo stato tedesco, a patto di abbandonare tutti i segni distintivi di appartenenza etnica e religiosa e di essere assimilata completamente nel Volk tedesco.

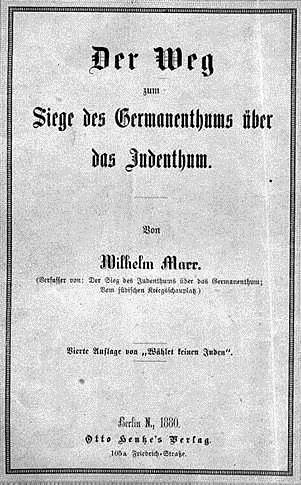
Copertina di Der Weg zum Siege des Germanentums über das Judentum

Marr fece fare un passo in avanti a queste filosofie, rigettando la premessa dell'assimilazione come mezzo per cui gli ebrei potevano diventare tedeschi. Nel suo opuscolo Der Weg zum Siege des Germanentums über das Judentum (La strada verso la vittoria del Germanismo sul Giudaismo, 1879) egli introdusse l'idea che i tedeschi e gli ebrei fossero bloccati in un conflitto che andava avanti da molto tempo, le origini del quale attribuiva alla razza — e che gli ebrei stessero vincendo. Egli sostenne che l'emancipazione ebraica risultante dal liberalismo tedesco aveva permesso agli ebrei di controllare la finanza e l'industria tedesca. Inoltre, poiché questo conflitto si basava sulle qualità differenti delle razze ebraica e tedesca, non poteva venire risolto nemmeno dalla totale assimilazione della popolazione ebraica. Secondo Marr, la lotta tra ebrei e tedeschi si sarebbe risolta solo con la vittoria di una delle parti e la morte definitiva dell'altra. Una vittoria ebraica, concludeva, avrebbe avuto come conseguenza la finis Germaniae (la fine del popolo tedesco). Per impedire che ciò si verificasse, nel 1879 Marr fondò la Lega Antisemita (Antisemiten-Liga), la prima organizzazione tedesca impegnata specificamente nel combattere la presunta minaccia posta alla Germania dagli ebrei, e che sosteneva la loro rimozione forzata dal paese.
Purché  avesse introdotto una componente razziale pseudo-scientifica nel dibattito sugli ebrei in Germania, è improbabile che sia stato influenzato dalle precedenti teorie di Arthur de Gobineau (autore del Saggio sulla disuguaglianza delle razze umane, 1853), che venne tradotto in tedesco solo nel 1898. Inoltre, lo stesso Marr fu molto vago su ciò che costituiva la razza, e di conseguenza sulle differenze razziali tra ebrei e tedeschi, anche se ciò divenne una caratteristica della scienza razziale nazista. Restò ai successivi pensatori razziali postulare differenze specifiche; tra questi Eugen Dühring, che suggerì di ricercarle nel sangue, e Houston Stewart Chamberlain, un influente teorico razziale e marito di Eva Wagner, figlia di Richard Wagner, che propose la frenologia come mezzo per distinguere le razze.
D'altra parte sembra probabile che Marr sia stato influenzato da Charles Darwin tramite Ernst Haeckel, un professore che rese popolare la nozione di Darwinismo sociale tra le classi colte tedesche.
Nonostante la loro diffusione, le idee di Marr non vennero adottate immediatamente dai nazionalisti tedeschi. La Lega Pangermanica, fondata nel 1891, in origine permise l'accesso agli ebrei, a patto che fossero completamente assimilati alla cultura tedesca. Fu solo nel 1912, otto anni dopo la morte di Marr, che la Lega dichiarò il razzismo come principio fondante. Ciononostante, Marr fu un importante anello della catena evolutiva del razzismo tedesco che sfociò nell'antisemitismo dell'epoca nazista.